# 전투소녀 : 피의 철가면 전설
《전투소녀 : 피의 철가면 전설》(일본어: 戦闘少女 血の鉄仮面伝説)은 2010년 개봉한 일본의 SF 공포 액션 영화이다.